# 1 500 meter frisim för herrar i simning vid olympiska sommarspelen 2024
Herrarnas 1 500 meter frisim vid olympiska sommarspelen 2024 avgjordes mellan den 3 och 4 augusti 2024 i Paris La Défense Arena.

## Rekord
Före tävlingarna gällde dessa rekord:
| Världsrekord     | Sun Yang (CHN) | 14.31,02 | London, Storbritannien | 4 augusti 2012 |
| Olympiskt rekord | Sun Yang (CHN) | 14.31,02 | London, Storbritannien | 4 augusti 2012 |

Följande rekord noterades under tävlingen:
| Datum     | Omgång | Namn         | Nationalitet | Tid      | Rekord |
| --------- | ------ | ------------ | ------------ | -------- | ------ |
| 4 augusti | Final  | Robert Finke | USA          | 14.30,67 | 0VR0   |

## Schema
Alla tiderna är UTC+2.
| Datum          | Tid   | Omgång      |
| -------------- | ----- | ----------- |
| 3 augusti 2024 | 10:00 | Försöksheat |
| 4 augusti 2024 | 17:30 | Final       |

## Resultat

### Försöksheat
Simmarna med de 8 bästa tiderna gick vidare till final.
| Placering | Heat | Bana | Simmare               | Nation         | Tid      | Noteringar |
| --------- | ---- | ---- | --------------------- | -------------- | -------- | ---------- |
| 1         | 3    | 4    | Daniel Wiffen         | Irland         | 14.40,34 | 0Q0        |
| 2         | 3    | 3    | Gregorio Paltrinieri  | Italien        | 14.42,56 | 0Q0        |
| 3         | 4    | 7    | Ahmed Jaouadi         | Tunisien       | 14.44,20 | 0Q0        |
| 4         | 3    | 6    | David Aubry           | Frankrike      | 14.44,90 | 0Q0        |
| 5         | 2    | 4    | Kuzey Tunçelli        | Turkiet        | 14.45,27 | 0Q0        |
| 6         | 4    | 4    | Robert Finke          | USA            | 14.45,31 | 0Q0        |
| 7         | 3    | 1    | Damien Joly           | Frankrike      | 14.45,52 | 0Q0        |
| 8         | 4    | 2    | Dávid Betlehem        | Ungern         | 14.45,59 | 0Q0, 0NR0  |
| 9         | 4    | 1    | Fei Liwei             | Kina           | 14.50,06 |            |
| 10        | 4    | 6    | Sven Schwarz          | Tyskland       | 14.51,97 |            |
| 11        | 3    | 8    | Zalán Sárkány         | Ungern         | 14.52,42 |            |
| 12        | 3    | 7    | Luca de Tullio        | Italien        | 14.55,61 |            |
| 13        | 3    | 5    | Samuel Short          | Australien     | 14.58,15 |            |
| 14        | 4    | 5    | Florian Wellbrock     | Tyskland       | 15.01,88 |            |
| 15        | 3    | 2    | Daniel Jervis         | Storbritannien | 15.03,75 |            |
| 16        | 2    | 8    | Krzysztof Chmielewski | Polen          | 15.04,99 |            |
| 17        | 2    | 2    | Victor Johansson      | Sverige        | 15.05,62 |            |
| 18        | 4    | 8    | David Johnston        | USA            | 15.10,64 |            |
| 19        | 1    | 5    | Dimitrios Markos      | Grekland       | 15.11,19 |            |
| 20        | 2    | 6    | Henrik Christiansen   | Norge          | 15.14,11 |            |
| 21        | 1    | 4    | Nguyễn Huy Hoàng'     | Vietnam        | 15.18,63 |            |
| 22        | 2    | 3    | Carlos Garach         | Spanien        | 15.20,84 |            |
| 23        | 2    | 1    | Emir Batur Albayrak   | Turkiet        | 15.23,21 |            |
| 24        | 1    | 3    | Rodolfo Falcón Jr     | Kuba           | 16.00,31 |            |
| 25        | 4    | 3    | Mychajlo Romantjuk    | Ukraina        | 0DNS0    |            |
| 25        | 2    | 5    | Marwan Elkamash       | Egypten        | 0DNS0    |            |
| 25        | 2    | 7    | Vlad Stancu           | Rumänien       | 0DNS0    |            |

### Final
| Placering | Bana | Simmare              | Nation    | Tid      | Noteringar  |
| --------- | ---- | -------------------- | --------- | -------- | ----------- |
| 1         | 7    | Robert Finke         | USA       | 14.30,67 | 0VR0        |
| 2         | 5    | Gregorio Paltrinieri | Italien   | 14.34,55 |             |
| 3         | 4    | Daniel Wiffen        | Irland    | 14.39,63 |             |
| 4         | 8    | Dávid Betlehem       | Ungern    | 14.40,91 | 0NR0        |
| 5         | 2    | Kuzey Tunçelli       | Turkiet   | 14.41,22 | 0VRJ0, 0NR0 |
| 6         | 3    | Ahmed Jaouadi        | Tunisien  | 14.43,35 |             |
| 7         | 6    | David Aubry          | Frankrike | 14.44,66 | 0NR0        |
| 8         | 1    | Damien Joly          | Frankrike | 14.52,61 |             |